# Paspalum saurae
Paspalum saurae là một loài thực vật có hoa trong họ Hòa thảo. Loài này được (Parodi) Parodi mô tả khoa học đầu tiên năm 1969.